# Hansafüratle
Das Hansafüratle ist ein einzigartiger und alter Brauch in der Stadt Markdorf, der jedes Jahr am 24. Juni, dem Johannistag, von Kindern durchgeführt wird.

## Geschichte und Gegenwart
Der traditionelle Markdorfer Brauch des Hansafüratle, dessen Ursprung im Dunkeln liegt, wird schon seit Jahrhunderten als Johannisfest zelebriert und existiert nur dort.

„Es mag sein, dass in der heutigen Zeit des Wohlstandes ein solcher Brauch nicht mehr so notwendig ist. Sicher stammt er auch aus Zeiten, in denen man die Kinder, wohl von den ärmeren Schichten, von Haus zu Haus gesandt hat, damit sie in gemeinsamer Form sich etwas zum Essen erbaten, ja erbettelten. Man kann nur hoffen, dass solche Zeiten nie mehr kommen, und so dürfte dieses Fest für die Kinder auch weiterhin einen Sinn haben, und wenn es nur das Gedenken um die Notwendigkeit des Barmherzigseins wachhält.“

## Ablauf
Kurz vor 12 Uhr treffen sich die Schulkinder an verschiedenen Sammel- und Feuerstellen in der Stadt. Während des Angelusläutens schreiten sie in großem Reigen, sich an den Händen haltend, um ein aus aufgeschichtetem Holz entfachte Johannisfeuer und beten den „Engel des Herrn“. Danach wandern sie gemeinsam durch die Stadt, läuten an allen Häusern und rufen einen Bittspruch empor:
Hansa, hansa, füratle,
gend uns au e Schiratle,
o Gloria,
d’Frau isch Moaschdr, it de Herr.
Mir wend e Fässle klepfe.
Gend uns Nüss’ und Epfel.
Doher, doher, doher…
Die Kinder erhalten nun von den Bewohnern der Stadt – auch viele Geschäftsleute sowie Vertreter öffentlicher Einrichtungen sind darunter – Süßigkeiten (meist Bonbons), so genannte „Guetsle“, und Früchte; früher insbesondere Dörrobst und Nüsse. Manchmal werden auch Münzen aus den Fenstern in die Menge geworfen.
Wenn die Kinder an einem Haus einmal nichts bekommen, so tönt laut der Spottvers:
Es hanget a Gäbele an der Wand,
es ist a Spott, es ist a Schand!
Nach zwei Stunden ist der Sack – meistens haben die Kinder aufgrund der reichhaltigen Gabe mehrere Taschen dabei – prall gefüllt.